# Попов, Алексей Николаевич (художник)

Алексей Николаевич Попов (1858-1917) — русский художник-баталист, полковник артиллерии, классный художник 1-й степени по баталической живописи.

## Биография
Воспитанник 2-й Московской военной гимназии. Окончил Павловское военное училище, произведён в поручики (1878). Был прикомандирован к Петербургской крепостной артиллерии (в конце 1880), что дало ему возможность посещать в свободное от службы время классы Императорской Академии художеств.
С 1882 по 1886 ежегодно получает награды Академии художеств: малая серебряная медаль (1882), большая серебряная (1883), малая серебряная (1884), малая серебряная (1885), малая золотая медаль (1886) за картину «Эпизод из сражения при Остроленке в 1831 году» и большая золотая медаль Академии (1887) за выполнение программы «Атака лубенскими гусарами черкесов при деревне Хайдарской в кампанию 1877 года». Звание классного художника 1-й степени (1887) с правом на заграничное пенсионерство.
По его картону была выполнена мозаичная композиция для фасада Музея А. В. Суворова. Художник представлен в Государственном Русском музее картиной «Контратака генерал-майора Тимофеева в деле при деревне Абланово 24 августа 1877 года». Из известных картин «Эпизод из сражения при Остроленке 1831 года» (1886), «Атака Лубенскими гусарами черкесов при деревне Хайдарской в кампанию 1877 года» (1887). Произведения художника находятся в Государственном Русском музее, Научно-исследовательском музее Академии художеств, в Национальном парке-музее «Шипка-Бузулуджа» (Болгария) и др.

## Галерея

Примеры работ А. Н. Попова
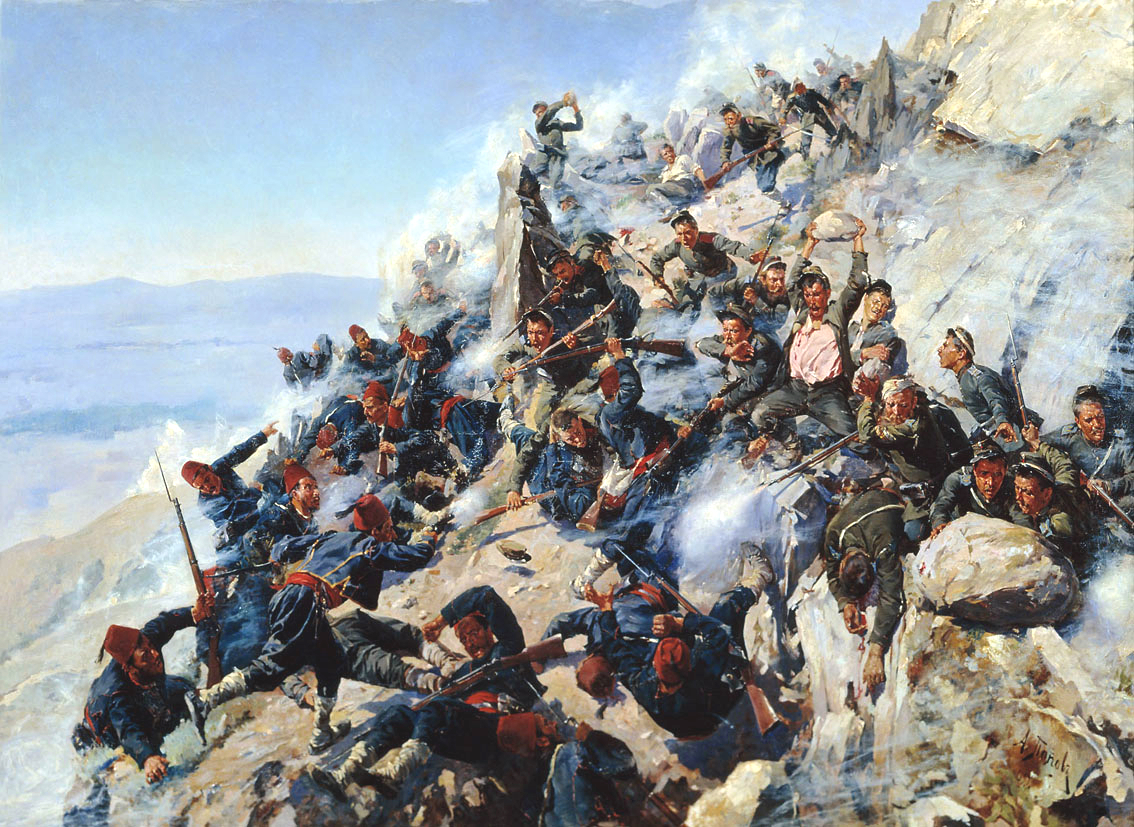
Защита Орлиного гнезда орловцами и брянцами 12 августа 1877 года
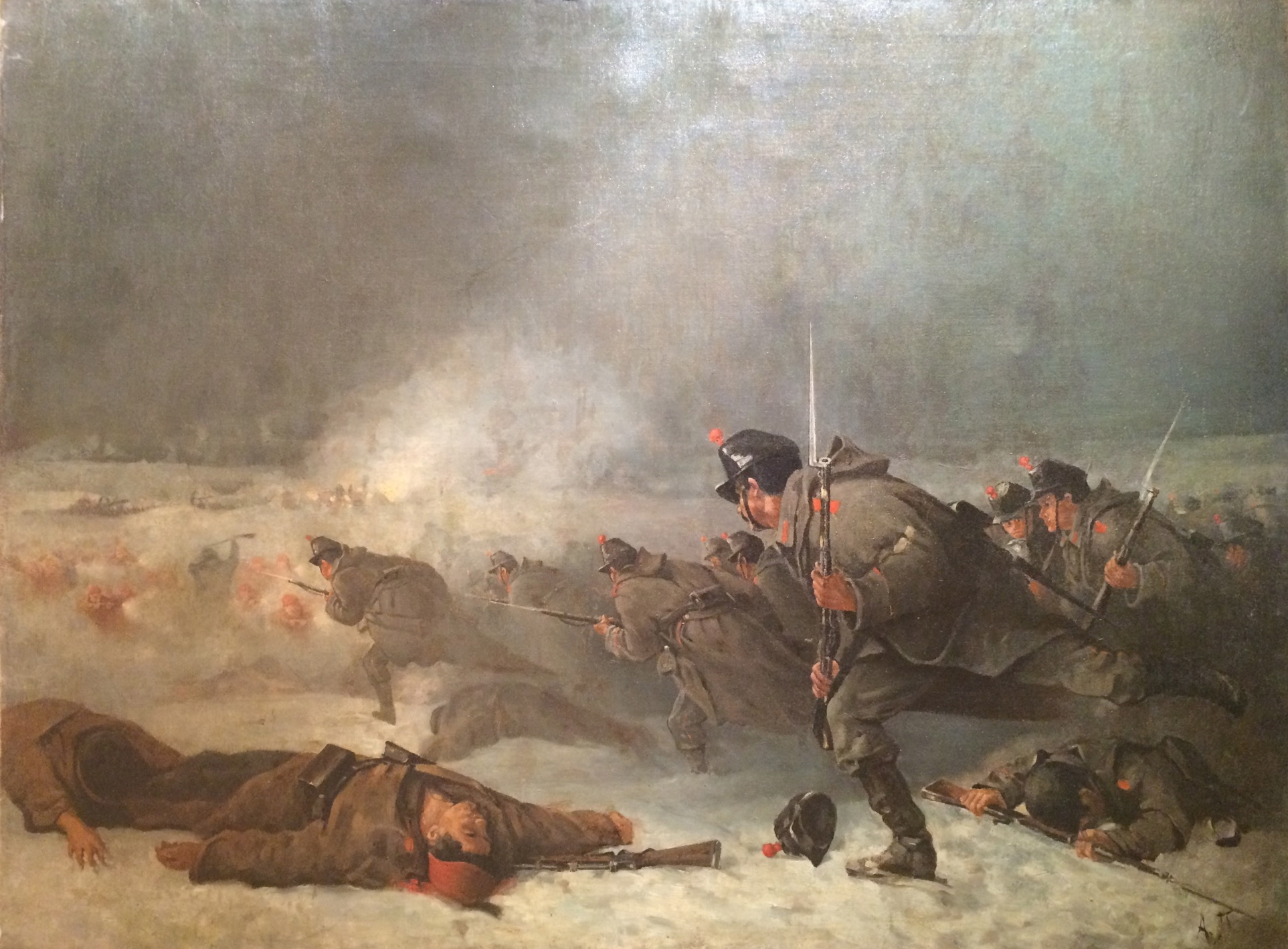
Атака русской пехоты. Эпизод из русско-турецкой войны 1877–1878 гг.
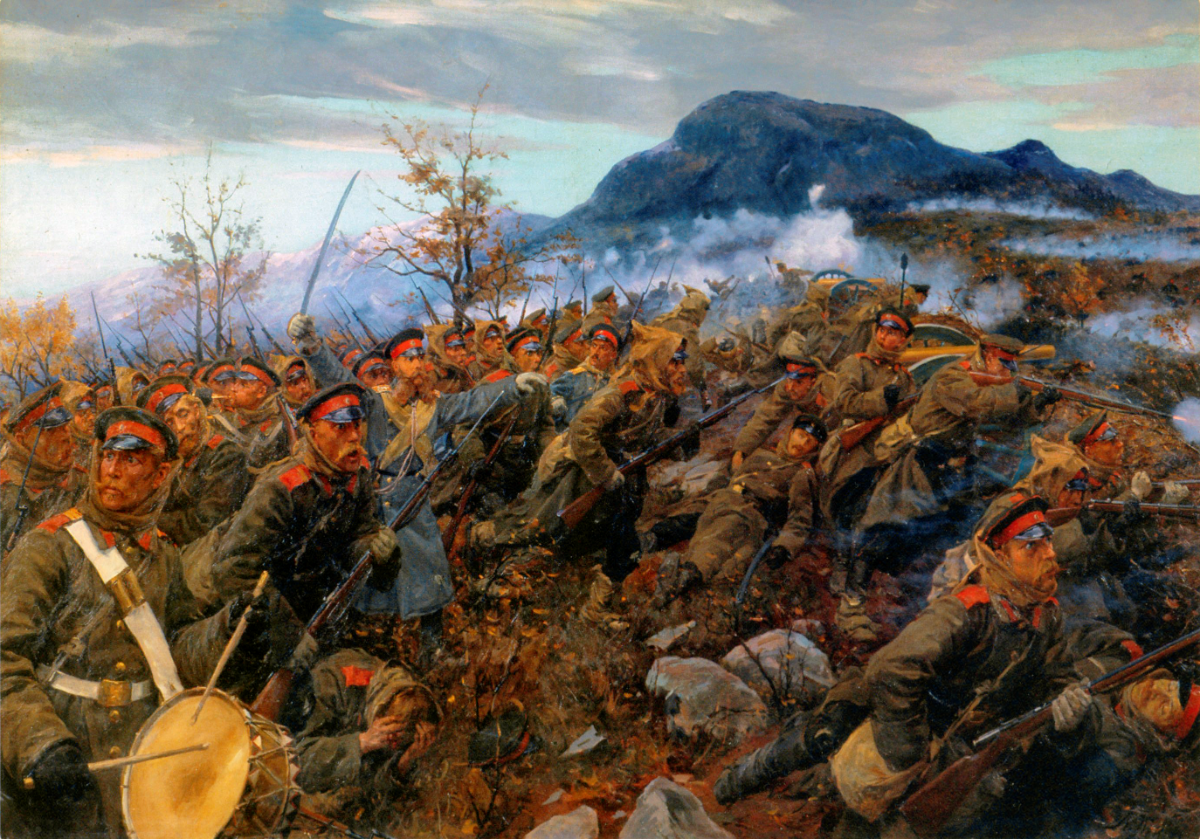
Атака лейб-гвардии Московского полка на турецкие позиции при Араб-Конаке 21 ноября 1877 года